# 婆娑羅峠
婆娑羅峠（ばさらとうげ）は、静岡県賀茂郡松崎町と下田市の境に位置する峠。標高316m。

## 現状
静岡県道15号下田松崎線が通っているが実際に峠を上るわけではなく、トンネルで越えている。自動車時代前の婆娑羅峠を通る道は廃道になっており、原形を留めていない。

## 湧水

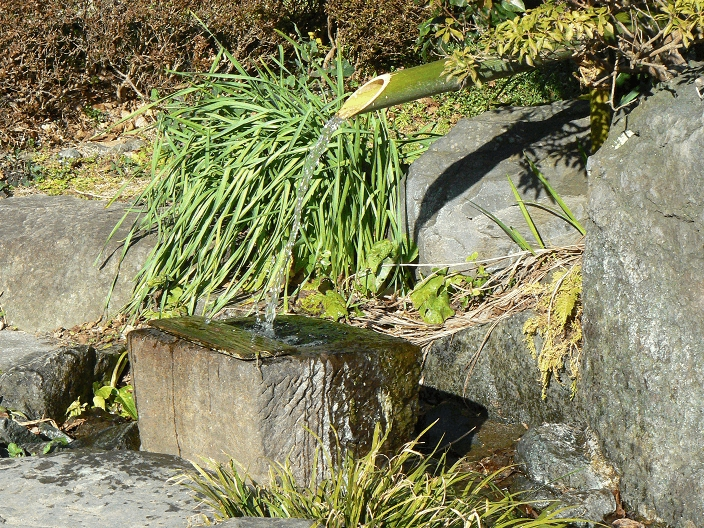
湧水

バサラ峠停留所のすぐそばに湧水が湧き出している所がある。

## 交通
公共交通機関では、西伊豆東海バスの下田駅‐松崎・堂ヶ島線が通り、トンネルの下田市側に「バサラ峠」停留所がある。